# Liste der Monuments historiques in Couvertpuis
Die Liste der Monuments historiques in Couvertpuis führt die Monuments historiques in der französischen Gemeinde Couvertpuis auf.

## Liste der Objekte
| Bezeichnung                              | Beschreibung                                                                                      | Standort                                                      | Kennzeichnung | Schutzstatus | Datum | Bild |
| ---------------------------------------- | ------------------------------------------------------------------------------------------------- | ------------------------------------------------------------- | ------------- | ------------ | ----- | ---- |
| Kruzifix                                 | Holz, farbig gefasst, 18. Jahrhundert                                                             | in der Kirche Nativité-de-la-Bienheureuse-Vierge-Marie (Lage) | PM55001763    | Inscrit      | 1988  |      |
| Skulptur Sitzende Madonna mit Kind       | Holz, 14. Jahrhundert; 2005 gestohlen                                                             | in der Kirche Nativité-de-la-Bienheureuse-Vierge-Marie (Lage) | PM55000199    | Classé       | 1941  |      |
| Gemälde Heilige Cäcilia                  | Ölfarbe auf Leinwand, vergoldeter Holzrahmen, 1873; nach Domenichino                              | in der Kirche Nativité-de-la-Bienheureuse-Vierge-Marie (Lage) | PM55001762    | Inscrit      | 1988  |      |
| Skulptur Heiliger Sebastian              | Stein, farbig gefasst, 18. Jahrhundert                                                            | in der Kirche Nativité-de-la-Bienheureuse-Vierge-Marie (Lage) | PM55001764    | Inscrit      | 1988  |      |
| Zwei Dalmatiken                          | Leinen, bestickt, 18. Jahrhundert; zugehörig PM55000954                                           | in der Kirche Nativité-de-la-Bienheureuse-Vierge-Marie (Lage) | PM55000953    | Classé       | 1993  |      |
| Zwei Manipel                             | Leinen, bestickt, 18. Jahrhundert                                                                 | in der Kirche Nativité-de-la-Bienheureuse-Vierge-Marie (Lage) | PM55000954    | Classé       | 1993  |      |
| Gemälde Madonna mit Kind                 | Ölfarbe auf Leinwand, 17. Jahrhundert; vergoldeter Holzrahmen, zweite Hälfte des 18. Jahrhunderts | in der Kirche Nativité-de-la-Bienheureuse-Vierge-Marie (Lage) | PM55000861    | Classé       | 1991  |      |
| Skulptur Heiliger Fiacrius mit Stifterin | Stein, übertüncht, 16. Jahrhundert                                                                | in der Kirche Nativité-de-la-Bienheureuse-Vierge-Marie (Lage) | PM55001765    | Inscrit      | 2000  |      |